# Bishrampur (Bara)
Bishrampur (nep. विश्रामपुर) – gaun wikas samiti w środkowej części Nepalu w strefie Narajani w dystrykcie Bara. Według nepalskiego spisu powszechnego z 2001 roku liczył on 717 gospodarstw domowych i 4779 mieszkańców (2250 kobiet i 2529 mężczyzn).